# Pilaria quadrata
Pilaria quadrata är en tvåvingeart som först beskrevs av Osten Sacken 1860.  Pilaria quadrata ingår i släktet Pilaria och familjen småharkrankar. Inga underarter finns listade i Catalogue of Life.